# Michałówka (przystanek kolejowy w obwodzie lwowskim)
Michałówka (ukr. Михайлівка, ros. Михайловка) – przystanek kolejowy w pobliżu miejscowości Michałówka, w rejon szeptyckim, w obwodzie lwowskim, na Ukrainie. Leży na linii Rawa Ruska – Czerwonogród. 
Do 2024 w rejonie czerwonogrodzkim.